# フェルディナンド・カルシュ
フェルディナント・カルシュ（Ferdinand Karsch, 1853年9月2日 - 1936年12月20日）は、ドイツの昆虫学者、性科学者である。
ミュンスターに生まれた。父親は昆虫学者で大学教授のアントン・カルシュである。地元の高校で学んだ後、ベルリン大学を卒業し、ベルリン自然史動物学博物館で働いた。1881年に教授資格を得て、ベルリン農業大学で教えた。ヴェストファーレン地域のクモの目録を作り、昆虫雑誌『ベルリン昆虫学ニュース』(Berliner Entomologische Nachrichten) と『昆虫学雑誌』(Entomologischen Zeitschrift) の編集者を務めた。ヨツデゴミグモ Cyclosa sedeculata ほか多くのクモを記載命名した。 
昆虫学の著作に加えて、動物の同性愛についての著作やアジア諸国の同性愛についての著作を発表し、自らも同性愛者であった。